# Lipowa Góra Wschodnia
Lipowa Góra Wschodnia – wieś w Polsce położona w województwie warmińsko-mazurskim, w powiecie szczycieńskim, w gminie Szczytno.
W skład miejscowości wchodzi bardzo niewiele zabudowań i gospodarstw usytuowanych na północny wschód od Szczytna. Tereny te są bardzo rozrzucone i nie można wyróżnić żadnego skupiska. Można przyjąć, że tereny te są rozrzucone wokół DK58 między Szczytnem a Lemanami.
W latach 1975–1998 miejscowość administracyjnie należała do województwa olsztyńskiego.